# Liste der von der WISEG betreuten Objekte
Diese Liste enthält die sowohl umgangssprachlich als auch offiziös so genannten „atypischen“ Gemeindebauten in Wien.
Es handelt sich größtenteils um Zinshäuser aus dem 19. Jahrhundert, aber auch um Bürgerhäuser aus älterer Zeit – jedenfalls um vor dem großflächigen Einsetzen des sozialen Wohnbaus entstandene Häuser. Diese Objekte waren ursprünglich im Besitz privater Bauherren und sind zu unterschiedlichen Zeitpunkten und auf unterschiedliche Weise in den Besitz der Stadt Wien gekommen, es werden dort aber nicht anders als in den „klassischen“ Gemeindebauten Wohnungen vergeben.
Seit den 2010ern werden die „atypischen“ Gemeindebauten nicht mehr von Wiener Wohnen, sondern von der 2010 gegründeten WISEG (Wiener Substanzerhaltungsgesellschaft) verwaltet, die mehrheitlich der Stadt Wien gehört. Durch das Alter und die typische Kleinheit der Objekte (selten mehr als 18 Wohnungen) ergeben sich andere Betreuungsschwerpunkte, insbesondere was die Erhaltung betrifft.
Die meisten dieser Objekte liegen innerhalb des Gürtels.
Zu den „klassischen“ Gemeindebauten siehe die jeweiligen Bezirkslisten.
Die Anzahl der Wohnungen ist nur angegeben, wenn diese Information bekannt ist. Dies wird dem Gemeindebau-Datenblatt entnommen, das für Bauten, die vorher unter der Verwaltung von Wiener Wohnen standen, üblicherweise noch vorhanden ist. Namen sind (soweit sie nicht der erklärenden Einordnung dienen) die Eigennamen der Objekte: in zwei Fällen sind sie nach Gemeindebau-Schema benannt worden, einige ältere Bürgerhäuser haben aber typische Hauszeichennamen. Etwa die Hälfte der Objekte ist denkmalgeschützt, die sogenannte HERIS-Nummer (Inventarnummer des Bundesdenkmalamtes) führt zur Denkmalliste des jeweiligen Bezirks.

## Liste der Objekte
| Name / ID                                                                                | Foto |                 | Adresse                                                        | Baujahr           | Architekt(en)                         | Kunstobjekte                                                                    | Wohnungen | Anmerkungen |
| ---------------------------------------------------------------------------------------- | ---- | --------------- | -------------------------------------------------------------- | ----------------- | ------------------------------------- | ------------------------------------------------------------------------------- | --------- | --- |
| Windhagsches Stiftungshaus HERIS-ID: 47348 Objekt-ID: 50316                              | 1    | Datei hochladen | 1., Bäckerstraße 9 Standort                                    | 1559              |                                       | Renaissanceportal, Figur der Muttergottes links oberhalb des Einganges          | 26        | Denkmalschutz Identadresse Windhaaggasse 1, Sonnenfelsgasse 10 Neubau unter Erhaltung der Fassade (1952, Johann Stöhr)                                                                              |
| Ehemaliges Haus des Wiener Kaufmännischen Vereins HERIS-ID: 30842 Objekt-ID: 27632       | 1    | Datei hochladen | 1., Johannesgasse 4 Standort                                   | 1893              | Christian Ulrich                      |                                                                                 |           | Denkmalschutz Im ehemaligen Theatersaal befindet sich das Metro-Kino |
| HERIS-ID: 40796 Objekt-ID: 40836                                                         | 1    | Datei hochladen | 1., Sonnenfelsgasse 15 Standort                                | um 1635           |                                       | Renaissanceportal                                                               |           | Denkmalschutz Identadresse Schönlaterngasse 1 Datenblatt: |
|                                                                                          | 1    | Datei hochladen | 2., Adambergergasse 5 Standort                                 | 1870              | Franz J. Pucher                       |                                                                                 | 11        | Datenblatt: |
|                                                                                          | 1    | Datei hochladen | 2., Ausstellungsstraße 65 Standort                             | 1915              | Max Döring                            |                                                                                 | 18        | Datenblatt: |
| HERIS-ID: 8596 Objekt-ID: 4552                                                           | 1    | Datei hochladen | 2., Im Werd 17 Standort                                        | 1820er            |                                       |                                                                                 |           | Denkmalschutz |
|                                                                                          | 1    | Datei hochladen | 2., Kleine Sperlgasse 2B Standort                              | 1902              |                                       |                                                                                 |           | |
| Altes Amtshaus HERIS-ID: 8480 Objekt-ID: 4434                                            | 1    | Datei hochladen | 2., Kleine Sperlgasse 10 Standort                              | 1824              | Mathias Mindl                         |                                                                                 |           | Denkmalschutz |
|                                                                                          | 1    | Datei hochladen | 2., Malzgasse 3 Standort                                       | 1848              | Alois Hildwein                        |                                                                                 | 19        | Identadresse Miesbachgasse 4 Datenblatt: |
|                                                                                          | BW   | Datei hochladen | 2., Mexikoplatz 26 Standort                                    | 1893              |                                       |                                                                                 | 12        | Datenblatt: |
|                                                                                          | 1    | Datei hochladen | 2., Obere Augartenstraße 16 Standort                           | 1860              |                                       |                                                                                 | 19        | Datenblatt: |
| Hans-Landauer-Hof                                                                        | 1    | Datei hochladen | 2., Schüttelstraße 71 Standort                                 | 1913              | Rudolf Reichelt                       |                                                                                 | 21        | Benannt nach Hans Landauer Identadresse Paffrathgasse 1 Datenblatt: |
|                                                                                          | BW   | Datei hochladen | 2., Volkertplatz 4 Standort                                    | 1888              | Anton Lang                            |                                                                                 | 23        | Datenblatt: |
|                                                                                          | BW   | Datei hochladen | 2., Vorgartenstraße 179 Standort                               | 1896              | Karl Josef Rostock                    |                                                                                 | 15        | Datenblatt: |
|                                                                                          | BW   | Datei hochladen | 2., Vorgartenstraße 181 Standort                               | 1896              | Karl Josef Rostock                    |                                                                                 | 17        | Datenblatt: |
| HERIS-ID: 8495 Objekt-ID: 4449                                                           | 1    | Datei hochladen | 2., Zirkusgasse 1 Standort                                     | 1817              | Mathias Mindl                         |                                                                                 | 6         | Denkmalschutz Datenblatt: |
| HERIS-ID: 11594 Objekt-ID: 7700                                                          | 1    | Datei hochladen | 3., Kundmanngasse 35 Standort                                  | Ende 18. Jh.      |                                       |                                                                                 |           | Denkmalschutz gemeinsam mit Nr. 37 verwaltet Datenblatt: |
| HERIS-ID: 12146 Objekt-ID: 8281                                                          | 1    | Datei hochladen | 3., Kundmanngasse 37 Standort                                  | Ende 18. Jh.      |                                       |                                                                                 |           | Denkmalschutz gemeinsam mit Nr. 35 verwaltet Datenblatt: |
| HERIS-ID: 11598 Objekt-ID: 7705                                                          | 1    | Datei hochladen | 3., Landstraßer Hauptstraße 13 Standort                        | 1853              | Eduard Kuschée                        | Zwei Figurengruppen (Dreifaltigkeit und Marienkrönung) in den Einfahrten        | 24        | Denkmalschutz Datenblatt: |
|                                                                                          | 1    | Datei hochladen | 3., Landstraßer Hauptstraße 98 Standort                        | 1877              | Heinrich Förster                      |                                                                                 | 26        | Datenblatt: |
| Ehemalige Stallungen des Palais Rasumofsky HERIS-ID: 11743 Objekt-ID: 7857               | 1    | Datei hochladen | 3., Rasumofskygasse 20, 22, 24 Standort                        | 1807              | Louis Montoyer                        |                                                                                 | 26        | Denkmalschutz Getrennte Verwaltung für die drei Adressen, Datenblätter: Nr. 20, Nr. 22, Nr. 24 |
|                                                                                          | BW   | Datei hochladen | 4., Favoritenstraße 72 Standort                                | 1904              | Alois Schumacher                      |                                                                                 | 18        | Datenblatt: |
|                                                                                          | BW   | Datei hochladen | 4., Heumühlgasse 3 Standort                                    | 1872              | Karl Friedrich Gröger                 |                                                                                 | 23        | Datenblatt: |
| Sterbehaus von Franz Schubert HERIS-ID: 24839 Objekt-ID: 21248                           | 1    | Datei hochladen | 4., Kettenbrückengasse 6 Standort                              | 1828              | Franz Reymund                         |                                                                                 | 13        | Denkmalschutz Schuberts letzte Wohnung ist eine Außenstelle des Wien Museums Datenblatt: |
|                                                                                          | 1    | Datei hochladen | 4., Kühnplatz 1-4 Standort                                     | 1915              | Leopold Ramsauer, Otto Richter        | runde Fenster mit Rankenmotiven oberhalb der Eingänge                           | 97        | inoffiziell „Wiedenhof“ genannt, an Stelle des Freihauses auf der Wieden, wichtiger Vorläufer des sozialen Wohnbaus noch in der Monarchie Identadresse Schleifmühlgasse 16, Mühlgasse 7 Datenblatt: |
|                                                                                          | BW   | Datei hochladen | 4., Schäffergasse 13 Standort                                  | 1874              | Victor Schwerdtner                    |                                                                                 | 15        | Datenblatt: |
|                                                                                          | BW   | Datei hochladen | 4., Weyringergasse 15–17 Standort                              | 1886              | Ferdinand Hauser, August Ribak        |                                                                                 | 29        | Datenblatt: |
| HERIS-ID: 24011 Objekt-ID: 20384                                                         | 1    | Datei hochladen | 4., Weyringergasse 16-18 Standort                              | 1929              | Felix Angelo Pollak                   |                                                                                 | 40        | Denkmalschutz |
| HERIS-ID: 25181 Objekt-ID: 21597                                                         | 1    | Datei hochladen | 4., Wiedner Hauptstraße 60B Standort                           | 1775              |                                       |                                                                                 |           | Denkmalschutz Datenblatt: |
|                                                                                          | 1    | Datei hochladen | 5., Einsiedlerplatz 7 Standort                                 | 1871              | Johann Friedl                         |                                                                                 | 7         | Identadresse Arbeitergasse 30. Ursprünglich eines aus einem Ensemble von fünf Häusern Datenblatt:                                                                                                   |
|                                                                                          | 1    | Datei hochladen | 5., Margaretenstraße 104 Standort                              | 1889              |                                       |                                                                                 |           | Identadresse Ramperstorffergasse 55 |
|                                                                                          | 1    | Datei hochladen | 5., Siebenbrunnengasse 63 Standort                             | 1890              |                                       |                                                                                 | 12        | Identadresse Obere Amtshausgasse 28. Datenblatt: |
|                                                                                          | 1    | Datei hochladen | 5., Spengergasse 47 Standort                                   | 1876              |                                       |                                                                                 | 12        | Identadresse Margaretenstraße 117. Datenblatt: |
|                                                                                          | 1    | Datei hochladen | 5., Ziegelofengasse 17 Standort                                | 1825              | Alois Hildwein                        |                                                                                 | 6         | Datenblatt: |
|                                                                                          | BW   | Datei hochladen | 6., Garbergasse 20A Standort                                   | 1868              | Johann Adametz                        |                                                                                 | 6         | Datenblatt: |
| Vordergebäude des Theaters an der Wien 333                                               | 1    | Datei hochladen | 6., Linke Wienzeile 6 Standort                                 | 1902              | Büro Fellner & Helmer                 | zahlreiche im Theater an der Wien                                               | 9         | Als Teil des Theaters denkmalgeschützt. Datenblatt: |
| HERIS-ID: 13372 Objekt-ID: 9551                                                          | 1    | Datei hochladen | 6., Loquaiplatz 9 Standort                                     | 1903              | Wilhelm Stiassny                      |                                                                                 |           | Denkmalschutz Im Haus befindet sich ein Haus der Begegnung bzw. eine Volkshochschule. Identadressen Königseggasse 10, Otto-Bauer-Gasse 7–9 Datenblatt:                                              |
|                                                                                          | 1    | Datei hochladen | 6., Otto-Bauer-Gasse 23 Standort                               | 1860              | Johann Sturany                        |                                                                                 |           | Datenblatt: |
| Zum Dattelbaum HERIS-ID: 30027 Objekt-ID: 26752                                          | 1    | Datei hochladen | 7., Burggasse 11 Standort                                      | 1803              |                                       |                                                                                 |           | Denkmalschutz Identadressen Gutenberggasse 30, Kirchberggasse 29 Datenblatt: |
| Zum schwarzen Elefanten HERIS-ID: 30059 Objekt-ID: 26786                                 | 1    | Datei hochladen | 7., Gutenberggasse 17 Standort                                 | um 1780           |                                       |                                                                                 | 4         | Denkmalschutz Datenblatt: |
| Zum goldenen Fassl HERIS-ID: 30060 Objekt-ID: 26787                                      | 1    | Datei hochladen | 7., Gutenberggasse 19 Standort                                 | um 1790           |                                       |                                                                                 | 3         | Denkmalschutz Datenblatt: |
| Zum weißen Stern; Zum steinernen Christkindl HERIS-ID: 30061 Objekt-ID: 26788            | 1    | Datei hochladen | 7., Gutenberggasse 21 Standort                                 | 1831              | Anton Grünn                           |                                                                                 |           | Denkmalschutz |
| HERIS-ID: 30135 Objekt-ID: 26866                                                         | 1    | Datei hochladen | 7., Hermanngasse 30 Standort                                   | 1825              |                                       |                                                                                 | 13        | Denkmalschutz Datenblatt: |
| Zum weißen Kreuz HERIS-ID: 30054 Objekt-ID: 26780                                        | 1    | Datei hochladen | 7., Kirchberggasse 11–13 Standort                              | um 1720           |                                       |                                                                                 |           | Denkmalschutz Gemeinsam mit Kirchberggasse 15 verwaltet Datenblatt: |
| Zur Schiffsmühle HERIS-ID: 30057 Objekt-ID: 26784                                        | 1    | Datei hochladen | 7., Kirchberggasse 15 Standort                                 | 1702              |                                       |                                                                                 |           | Denkmalschutz Identadtresse Gutenberggasse 14. Gemeinsam mit Kirchberggasse 11–13 verwaltet Datenblatt:                                                                                             |
| Zum goldenen Löwen; Zum blauen Pfau; Zum goldenen Kreuz HERIS-ID: 30193 Objekt-ID: 26926 | 1    | Datei hochladen | 7., Kirchberggasse 17 Standort                                 | 1. Hälfte 18. Jh. |                                       |                                                                                 |           | Denkmalschutz |
| HERIS-ID: 30219 Objekt-ID: 26952                                                         | 1    | Datei hochladen | 7., Kirchberggasse 24 Standort                                 | 1825              | Carl Högl                             |                                                                                 | 11        | Denkmalschutz Datenblatt: |
| HERIS-ID: 41793 Objekt-ID: 42363                                                         | 1    | Datei hochladen | 7., Sigmundsgasse 4 Standort                                   | 1837              |                                       |                                                                                 |           | Denkmalschutz |
| Zum schwarzen Adler HERIS-ID: 30650 Objekt-ID: 27404                                     | 1    | Datei hochladen | 7., Spittelberggasse 5 Standort                                | 1862              |                                       |                                                                                 | 13        | Denkmalschutz Datenblatt: |
| Hamerling-Hof HERIS-ID: 47802 Objekt-ID: 51118                                           | 1    | Datei hochladen | 8., Albertgasse 30 Standort                                    | 1905              | Carl Bittmann                         |                                                                                 | 25        | Denkmalschutz Datenblatt: |
| Zum goldenen Lamm                                                                        | 1    | Datei hochladen | 8., Auerspergstraße 19 Standort                                | 1762              |                                       | Deckenmalereien im Hausflur                                                     | 4         | Datenblatt |
| Zum schwarzen Elefanten HERIS-ID: 47815 Objekt-ID: 51133                                 | 1    | Datei hochladen | 8., Lange Gasse 37 Standort                                    | 1764              |                                       |                                                                                 | 12        | Denkmalschutz Datenblatt: |
| HERIS-ID: 40976 Objekt-ID: 41280                                                         | 1    | Datei hochladen | 8., Lenaugasse 14 Standort                                     | 1839              | Anton Grünn                           |                                                                                 |           | Denkmalschutz |
| Oskar-Werner-Hof HERIS-ID: 67104 Objekt-ID: 80044                                        | 1    | Datei hochladen | 8., Lenaugasse 19 Standort                                     | 1848              | August Engelbrecht                    |                                                                                 | 45        | Denkmalschutz Benannt nach Oskar Werner. Ursprünglicher Bau aus 1756, 1848 überformt und mit neuem Trakt versehen. Datenblatt:                                                                      |
| HERIS-ID: 41770 Objekt-ID: 42340                                                         | 1    | Datei hochladen | 8., Schmidgasse 11 Standort                                    |                   |                                       |                                                                                 |           | Denkmalschutz |
| Palais Odescalchi HERIS-ID: 14591 Objekt-ID: 10829                                       | 1    | Datei hochladen | 9., Berggasse 3 Standort                                       | 1825              | Alois Ignaz Göll                      |                                                                                 | 8         | Denkmalschutz Datenblatt: |
|                                                                                          | BW   | Datei hochladen | 9., Canisiusgasse 2 Standort                                   |                   |                                       |                                                                                 | 12        | Ehemals städtische Volksschule. Identadresse Nussdorfer Straße 49 Datenblatt: |
|                                                                                          | BW   | Datei hochladen | 9., Galileigasse 4 Standort                                    | 1875              |                                       |                                                                                 | 10        | Datenblatt: |
|                                                                                          | BW   | Datei hochladen | 9., Lazarettgasse 6 Standort                                   | 1886              |                                       |                                                                                 |           | Die Häuserzeile Lazarettgasse 6–12 wird gemeinsam verwaltet. Archivversion des Datenblattes: |
|                                                                                          | BW   | Datei hochladen | 9., Lazarettgasse 8 Standort                                   |                   |                                       |                                                                                 |           | Die Häuserzeile Lazarettgasse 6–12 wird gemeinsam verwaltet. Archivversion des Datenblattes: |
|                                                                                          | BW   | Datei hochladen | 9., Lazarettgasse 10 Standort                                  |                   |                                       |                                                                                 |           | Die Häuserzeile Lazarettgasse 6–12 wird gemeinsam verwaltet. Archivversion des Datenblattes: |
|                                                                                          | 1    | Datei hochladen | 9., Lazarettgasse 12 Standort                                  | 1895              | Karl Josef Rostock                    |                                                                                 |           | Die Häuserzeile Lazarettgasse 6–12 wird gemeinsam verwaltet. Archivversion des Datenblattes: |
| Zur Stadt Nürnberg; Bruckner-Haus HERIS-ID: 14797 Objekt-ID: 11035                       | 1    | Datei hochladen | 9., Währinger Straße 41 Standort                               | 1838              | Franz Lausch                          |                                                                                 |           | Denkmalschutz Datenblatt: |
|                                                                                          | 1    | Datei hochladen | 9., Wasagasse 28 Standort                                      | 1863              |                                       |                                                                                 |           | Identadresse Dietrichsteingasse 2 Neubau unter Erhaltung der Fassade (1986, Franz Puchhammer) Datenblatt:                                                                                           |
|                                                                                          | BW   | Datei hochladen | 10., Absberggasse 5 Standort                                   | 1897              | Friedrich Weisshappel                 |                                                                                 | 32        | Datenblatt: |
|                                                                                          | 1    | Datei hochladen | 10., Favoritenstraße 96 Standort                               | um 1890           |                                       |                                                                                 | 16        | Datenblatt: |
|                                                                                          | 1    | Datei hochladen | 12., Darnautgasse 6 Standort                                   | 1941              | Ernst Schreiber                       | Relief mit Hirschmotiv über dem Eingang                                         |           | Datenblatt: |
|                                                                                          | 1 BW | Datei hochladen | 12., Schönbrunner Straße 189 Standort                          | 1870              |                                       | Wandmosaik „Die Gerber als Gründer der Gewerkschaft − 1866“ von Franz Windhager |           | Identadresse Kobingergasse 5 An der Stelle einer kriegszerstörten Volksschule nach 1945 neu gebaut.                                                                                                 |
|                                                                                          | 1    | Datei hochladen | 13., Altgasse 23A Standort                                     | 1908              | Arnold Heymann                        |                                                                                 |           | Hälfte einer aus zwei Teilen bestehenden Straßenhofanlage Datenblatt: |
|                                                                                          | 1 BW | Datei hochladen | 13., Lainzer Straße 148 Standort                               | 1840              |                                       |                                                                                 | 2         | Datenblatt: |
| HERIS-ID: 48281 Objekt-ID: 51729                                                         | 1    | Datei hochladen | 13., Trautmannsdorffgasse 18 Standort                          | 1872              |                                       |                                                                                 | 8         | Denkmalschutz Datenblatt: |
| HERIS-ID: 48345 Objekt-ID: 51801                                                         | 1    | Datei hochladen | 13., Veitingergasse 95–97 Standort                             | 1957              | Heinrich Reitstätter                  |                                                                                 | 6         | Denkmalschutz Ersetzte ein kriegszerstörtes Haus der Werkbundsiedlung. Datenblatt: |
| Werkbundsiedlung                                                                         | 1    | Datei hochladen | 13., Veitingergasse, Jagdschlossgasse, Woinovichgasse Standort | 1932              | Josef Frank (Projektleiter), u. v. a. |                                                                                 |           | Die Häuser stehen einzeln unter Denkmalschutz. Datenblatt: |
| Nebengebäude der Villa Wagner I                                                          | 1    | Datei hochladen | 14., Hüttelbergstraße 26A Standort                             | 1886              | Otto Wagner                           |                                                                                 | 3         | Datenblatt: |
|                                                                                          | 1    | Datei hochladen | 14., Linzer Straße 428 Standort                                |                   |                                       |                                                                                 |           | Identadresse Bujattigasse 2 |
|                                                                                          | BW   | Datei hochladen | 14., Lortzinggasse 1 Standort                                  |                   |                                       |                                                                                 |           | Identadresse Beckmanngasse 57 |
| HERIS-ID: 28880 Objekt-ID: 25487                                                         | 1    | Datei hochladen | 14., Penzinger Straße 72 Standort                              | 1890              |                                       |                                                                                 | 4         | Denkmalschutz Datenblatt: |
|                                                                                          | BW   | Datei hochladen | 14., Trogergasse 3 Standort                                    | 1887              | Karl Hinträger                        |                                                                                 | 17        | Datenblatt: |
|                                                                                          | BW   | Datei hochladen | 15., Clementinengasse 7 Standort                               |                   |                                       |                                                                                 |           | Identadresse Turnergasse 15 |
|                                                                                          | 1    | Datei hochladen | 15., Goldschlagstraße 42–44 Standort                           | 1890              |                                       |                                                                                 | 20        | Identadresse Benedikt-Schellinger-Gasse 11 Teilabriss und Revitalisierung 1994–1998 (Brigitte Ottel). Datenblatt:                                                                                   |
|                                                                                          | 1    | Datei hochladen | 15., Pillergasse 6 Standort                                    | 1907              | Ignaz Hranicka                        |                                                                                 | 9         | Datenblatt: |
|                                                                                          | 1    | Datei hochladen | 16., Bachgasse 38 Standort                                     | 1898              | Thomas Hofer                          |                                                                                 | 7         | Datenblatt: |
|                                                                                          | BW   | Datei hochladen | 16., Lambertgasse 11 Standort                                  | 1910              | Julius Halla                          |                                                                                 | 10        | Datenblatt: |
|                                                                                          | BW   | Datei hochladen | 16., Payergasse 1 Standort                                     | 1878              | Josef Bosch                           |                                                                                 | 15        | Identadresse Veronikagasse 17 Datenblatt: |
| Lobmeyrhof HERIS-ID: 48654 Objekt-ID: 52194                                              | 1    | Datei hochladen | 16., Roseggergasse 1–7 Standort                                | 1901              | Theodor Bach, Leopold Simony          |                                                                                 | 165       | Denkmalschutz Identadressen Lorenz-Mandl-Gasse 10–16, Maderspergerstraße 10, Wernhardtstraße 11–15 Datenblatt:                                                                                      |
| HERIS-ID: 48682 Objekt-ID: 52223                                                         | 1    | Datei hochladen | 16., Thalhaimergasse 33 Standort                               | 1906              | Alois Matschinger                     |                                                                                 | 18        | Denkmalschutz Datenblatt: |
| HERIS-ID: 62171 Objekt-ID: 74696                                                         | 1    | Datei hochladen | 16., Thalhaimergasse 35 Standort                               | 1906              | Alois Matschinger                     |                                                                                 | 17        | Denkmalschutz Datenblatt: |
| HERIS-ID: 62172 Objekt-ID: 74697                                                         | 1    | Datei hochladen | 16., Thalhaimergasse 37 Standort                               | 1906              | Alois Matschinger                     |                                                                                 | 20        | Denkmalschutz Datenblatt: |
| HERIS-ID: 62173 Objekt-ID: 74698                                                         | 1    | Datei hochladen | 16., Thalhaimergasse 39 Standort                               | 1906              | Alois Matschinger                     |                                                                                 | 19        | Denkmalschutz Datenblatt: |
|                                                                                          | BW   | Datei hochladen | 18., Währinger Gürtel 15 Standort                              | 1871              | Josef Schurz                          |                                                                                 | 37        | Datenblatt: |
| Feuerwache Kahlenbergerdorf HERIS-ID: 48867 Objekt-ID: 52428                             | 1    | Datei hochladen | 19., Wigandgasse 25 Standort                                   | 1930              | Konstantin Peller, Josef Bittner      |                                                                                 |           | Denkmalschutz nach 2013 als Wohnhaus adaptiert |
|                                                                                          | 1    | Datei hochladen | 21., Berzeliusplatz 1 Standort                                 | 1914              | Hugo Mayer, Adolf Stöckl              |                                                                                 | 21        | Identadresse Berzeliusgasse 15 Datenblatt: |
| Villa Petzolt                                                                            | BW   | Datei hochladen | 23., Endresstraße 94–96 Standort                               | 1914              | Gebrüder Ludwig                       |                                                                                 | 15        | Datenblatt: |
| Ehemaliges Maurer Amtshaus HERIS-ID: 24788 Objekt-ID: 21195                              | 1    | Datei hochladen | 23., Maurer Hauptplatz 10 Standort                             | vor 1625          |                                       |                                                                                 | 5         | Denkmalschutz Datenblatt: |
|                                                                                          | BW   | Datei hochladen | 23., Scherbangasse 4 Standort                                  | 1873              | Josef Prototz                         |                                                                                 |           | |